# Rudgea sororia
Rudgea sororia är en måreväxtart som beskrevs av Paul Carpenter Standley. Rudgea sororia ingår i släktet Rudgea och familjen måreväxter.
Artens utbredningsområde är Peru. Inga underarter finns listade i Catalogue of Life.